# 竹柏生小煤炱
竹柏生小煤炱（学名：Meliola podocarpicola）是属于小煤炱目小煤炱科小煤炱属的一种真菌，寄生在竹柏上。该种分布于中国。